# Kiira Motors Corporation

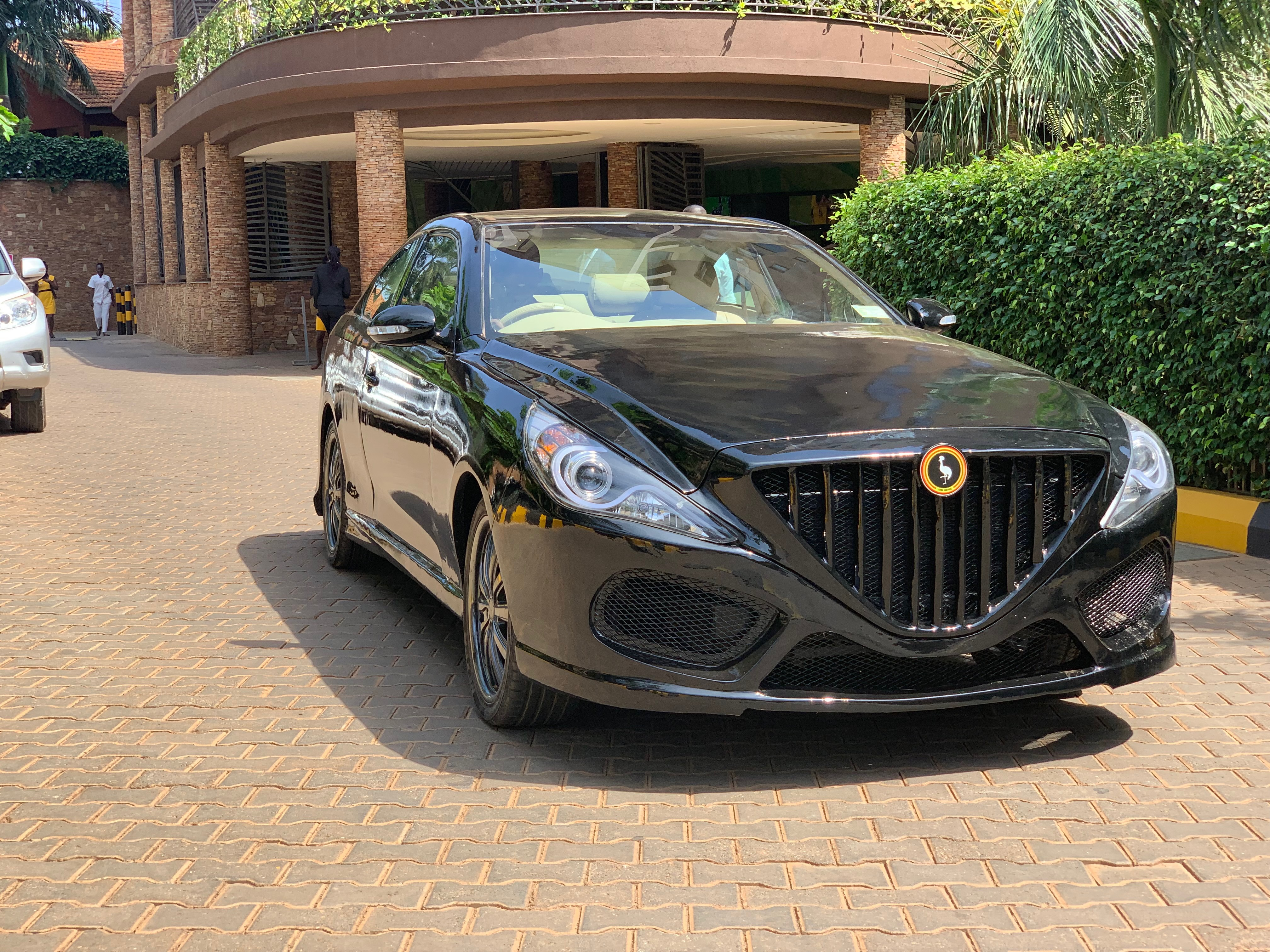
Kiira EVS

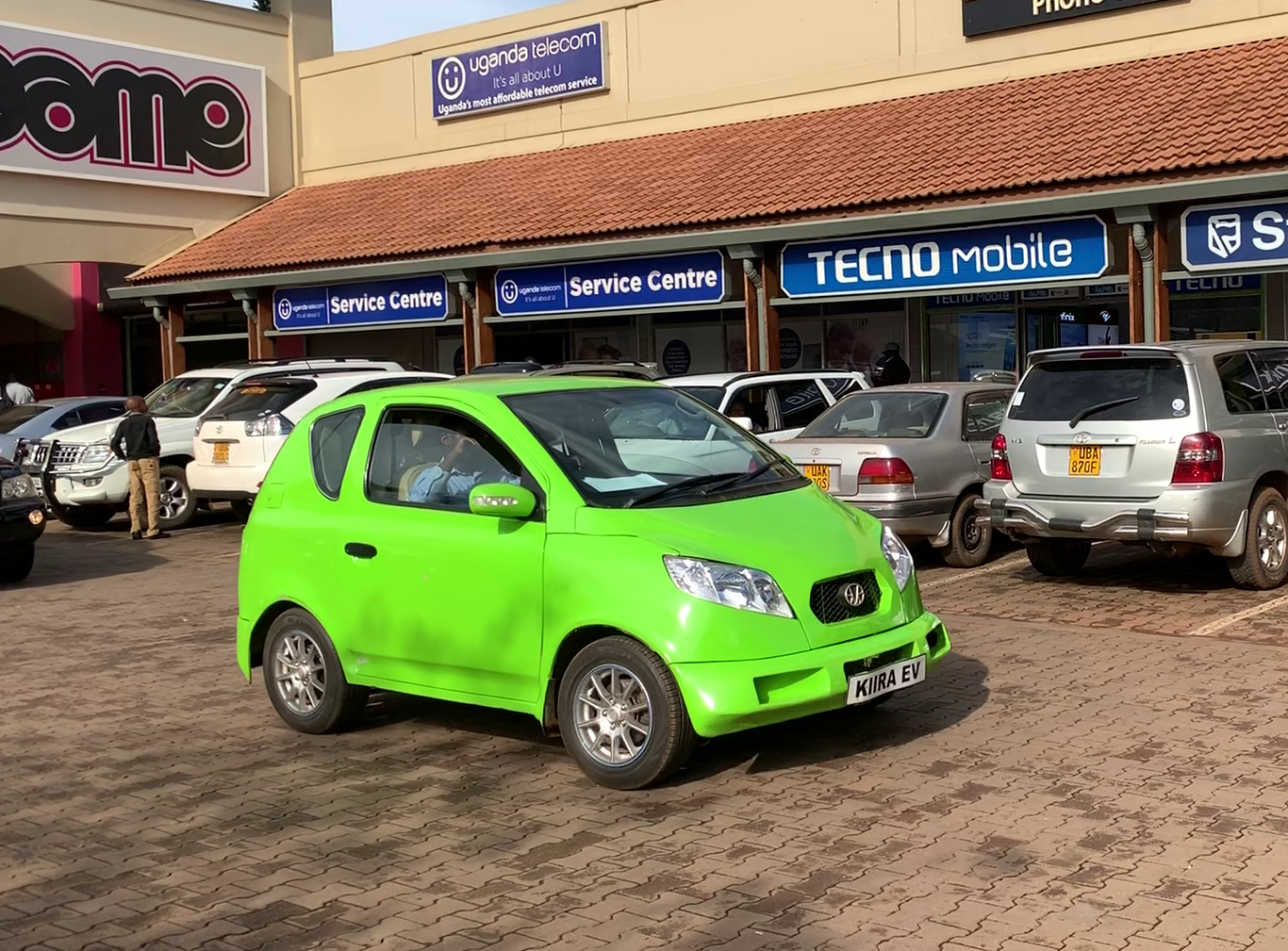
Kiira EV

Kiira Motors Corporation – ugandyjski państwowy producent autobusów i elektrycznych samochodów z siedzibą w Kampali, działający od 2014 roku. 

## Historia
Pomysł na rodzimy, ugandyjski samochód elektryczny pojawił się na największej rodzimej uczelni, Uniwersytecie Makerere w Kampali, pod koniec pierwszej dekady XXI wieku. Grupa 25 studentów w 2011 roku przedstawiła wynik swoich prac w postaci elektrycznego mikrosamochodu o nadwoziu hatchback nazwanego Kiira EV, łączącego elementy z komponentów zewnętrznych i samodzielnie opracowanego nadwozia z tworzywa sztucznego. Pojazd w lokalnych mediach okrzyknięto „pierwszym samochodem elektrycznym w historii Ugandy i Afryki”. Podczas prezentacji pojazdu udział wziął prezydent Ugandy, Yoweri Museveni.
Projekt elektrycznego samochodu wyewoluował w stronę pierwszego w historii Ugandy przedsiębiorstwa skoncentrowanego na rozwoju samochodów, w którego tworzeniu udział brało ugandyjskie ministerstwo handlu. Drugi projekt pod marką Kiira przedstawiony został w listopadzie 2014 roku, przyjmując tym razem postać znacznie większego, dwudrzwiowego coupe z napędem hybrydowym o nazwie Kiira EVS. W lutym 2016 roku Kiira Motors przedstawiła kolejny prototyp, tym razem przyjmujący postać dużego autobusu długodystansowego pod nazwą Kayoola Solar Bus, wyróżniając się napędem współtworzonym przez ogniwa słoneczne.
Pod koniec drugiej dekady XXI wieku Kiira Motors skoncentrowała się na pracach nad wdrożeniem autorskiej konstrukcji autobusów do produkcji seryjnej, nadal pracując także nad samochodami elektrycznymi. W 2018 roku na przedmieściach Kampali rozpoczęto budowę fabryki. Nim dobiegła ona końca, Kiira Motors przedstawiła w maju 2020 roku produkcyjny autobus solarno-elektryczny Kayoola EVS, z kolei w lutym 2021 roku ofertę poszerzył spalinowy autokar Kayoola Coach. W sierpniu tego samego roku odbyło się uroczyste otwarcie fabryki Kiira Motors, podczas której inauguracji prezydent Ugandy Yoweri Museveni stwierdził, że kraj docelowo nie będzie musiał już importować zagranicznej produkcji autobusów.

## Modele samochodów

### Obecnie produkowane

#### Autobusy
- Kayoola EVS[6]
- Kayoola Coach[7]

### Studyjne
- Kiira EV (2011)[1]
- Kiira EVS (2014)[3]
- Kayoola Solar Bus (2016)[4]